# Cîmpul Drept, Leova
Cîmpul Drept (germană Ebenfeld) este un sat din cadrul comunei Sărățica Nouă din raionul Leova, Republica Moldova.

## Demografie

### Structura etnică
Structura etnică a localității conform recensământului populației din 2004:
| Grup etnic                                               | Populație | % Procentaj  |
| -------------------------------------------------------- | --------- | ------------ |
| Băștinași declarați Moldoveni Băștinași declarați Români | 377 2     | 91,95% 0,49% |
| Bulgari                                                  | 22        | 5,37%        |
| Ruși                                                     | 4         | 0,98%        |
| Găgăuzi                                                  | 3         | 0,73%        |
| Ucraineni                                                | 2         | 0,49%        |
| Total                                                    | 410       |              |